# Kristine Minde
Kristine Minde, född Kristine Wigdahl Hegland den 8 augusti 1992 i Bergen, är en norsk fotbollsspelare som spelar för Rosenborg BK och i det norska landslaget. Hon har tidigare spelat för Linköpings FC i Damallsvenskan och VfL Wolfsburg i den tyska högsta divisionen.

## Landslagskarriär
Minde debuterade för landslaget 2011 mot Australiens damlandslag i fotboll och var en del av Norges trupp till EM i fotboll 2013 där hon gjorde mål i öppningsmatchen mot Island. Hon har även deltagit i tre raka världsmästerskap: Tyskland år 2011, Kanada år 2015 och i Frankrike år 2019.

## Meriter
- Svensk mästare 2016
- Svensk mästare 2017